# Enasiba tristis
Enasiba tristis là một loài bọ cánh cứng trong họ Ptinidae. Loài này được Olliff miêu tả khoa học năm 1886.